# Geniner Straße
Die Geniner Straße ist eine Straße in Lübeck.

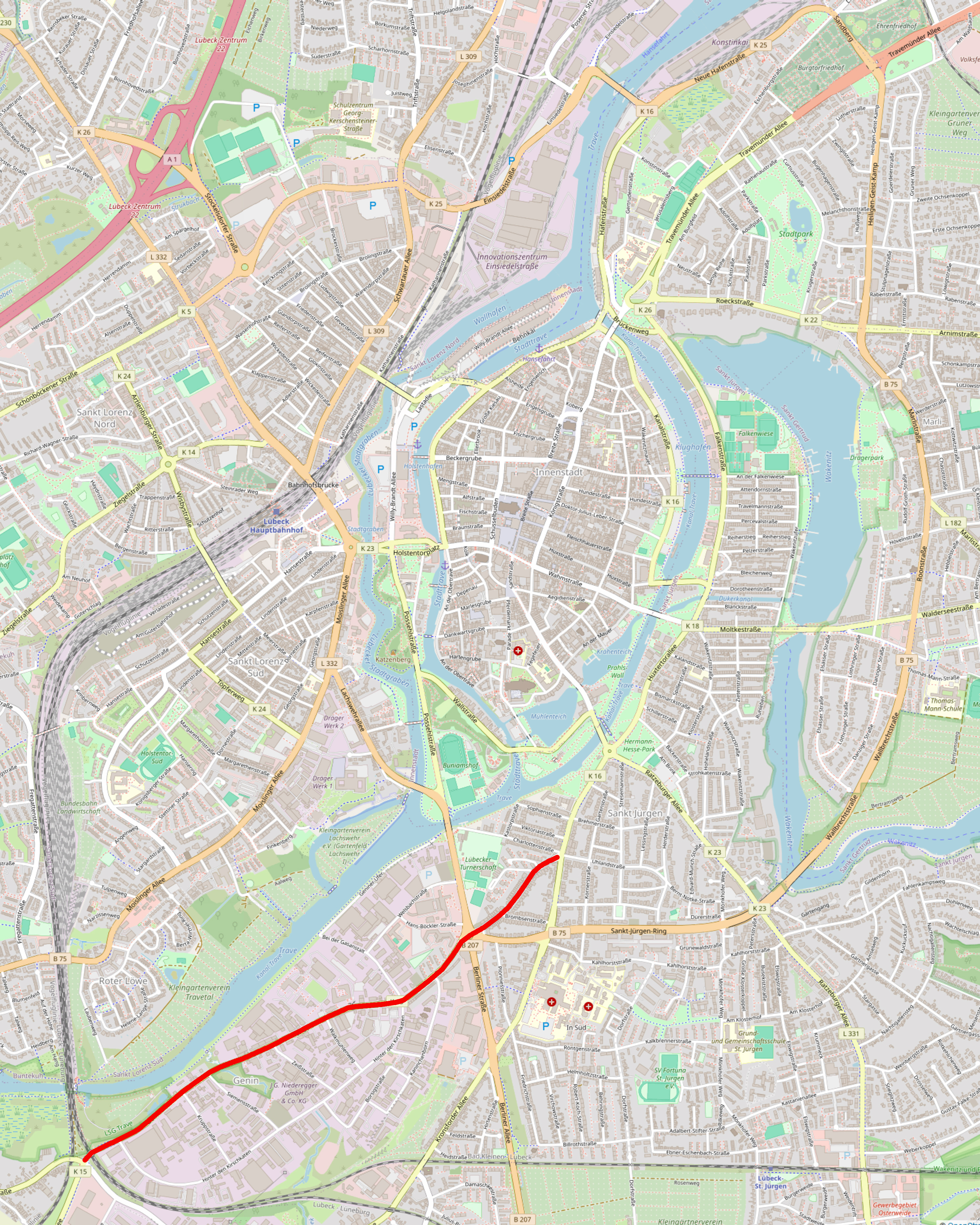
Der Verlauf der Geniner Straße (rot markiert)

## Lage und Verlauf
Die etwa 2,5 Kilometer lange Geniner Straße befindet sich im Stadtteil St. Jürgen. Sie beginnt als Abzweigung von der Kronsforder Allee in Richtung Südwesten, wird nach 500 Metern über den Kreisverkehr des Berliner Platzes geführt und passiert anschließend das Gewerbegebiet Hinter den Kirschkaten. Unmittelbar nachdem sie die Bahnstrecken Lübeck-Lüneburg und Lübeck-Bad Kleinen überquert hat, geht sie an einer Kreuzung mit der Malmöstraße und der Baltischen Allee in die Geniner Dorfstraße über.

## Geschichte
Die Geniner Straße entstand als Verbindung vom südlichen Stadteingang am Mühlentor zum Dorf Genin. Obgleich der Weg bereits kurz nach der Mitte des 12. Jahrhunderts vorhanden gewesen sein muss, da es keine andere Möglichkeit gab, das südlich der Trave gelegene, 1149 schon existierende und seit 1163 dem Lübecker Domkapitel gehörende Genin von der Stadt aus auf dem Landweg zu erreichen, wird er erst 1469 als De Genynsche Weg mit einem eigenen Namen schriftlich erwähnt. Der heutige Name wurde 1869 amtlich festgelegt.
Bis in die zweite Hälfte des 19. Jahrhunderts war das Gebiet zu beiden Seiten der Geniner Straße fast ausschließlich landwirtschaftlich geprägt, wobei im stadtnäheren nordöstlichen Teil Gärtnereien und Obstgärten dominierten und nach Südwesten hin Weide- und Ackerflächen überwogen. Zu den wenigen Ausnahmen zählte die Ziegelei der Petrikirche, die sich ursprünglich an der Dankwartsbrücke befand, 1644 aber wegen des Baus der neuen Befestigungsanlagen verlegt werden musste und ihren Standort auf dem heutigen Grundstück Geniner Straße 80–82 erhielt.
Auf dem heutigen Grundstück Geniner Straße 102–104 befand sich seit mindestens 1322 am Bach Rothebek eine städtische Wassermühle, die als Kuckucksmühle bezeichnet wurde und dem Mahlen von Getreide diente. Kurz nach 1600 errichtete die Stadt an ihrer Stelle eine Walkmühle, die 1643 mitsamt zugehöriger Kruggerechtigkeit privatisiert wurde. 1864 erwarb Jürgen Heinrich Christian Lück Mühle und Schankkonzession, stellte den Mühlenbetrieb ein, konzentrierte sich ganz auf die Nutzung als Ausflugslokal und gründete hier die Lück-Brauerei, die bis 1988 bestand. Mit der weitgehend verrohrten Megedebek kreuzt ein weiterer historisch erwähnenswerter Wasserlauf die Geniner Straße.
In den Jahren um 1890 entstanden am stadtnahen Nordende der Geniner Straße gründerzeitliche Villen, die dort bis heute das Straßenbild bestimmen. Der St.-Petri-Ziegelhof wurde 1892 von der Stadt erworben, die hier die 1894 in Betrieb genommene zweite Gasanstalt Lübecks errichtete. Bis heute haben dort die Stadtwerke Lübeck ihren Sitz.
Im 20. Jahrhundert wurde das Gebiet um die Geniner Straße südlich vom heutigen Berliner Platz zunehmend von Industrie- und Gewerbebetrieben besiedelt; landwirtschaftliche Flächen und Gärten verschwanden. Heute befinden sich hier unter anderem das Lebensmittelunternehmen Erasco, das auch die benachbarten Anlagen der früheren Lück-Brauerei übernommen hat, und das Maschinenbauunternehmen Baader.

## Bauwerke
- Geniner Straße 5 – 1891 errichtetes Wohnhaus; unter Denkmalschutz, Objekt-Nr. 1115
- Geniner Straße 43–87 – 1927 errichtete Wohnanlage; unter Denkmalschutz, Objekt-Nr. 1507
- Geniner Straße 80 – 1954 errichteter Gasometer; 2015 unter Denkmalschutz gestellt (Objekt-Nr. 1508). 2021 wurde der Denkmalschutz aufgehoben und der Gasometer abgebrochen.
- Geniner Straße 80 – 1893/94 errichtete Bauten des Gaswerks; unter Denkmalschutz, Objekt-Nr. 1236
- Geniner Straße 199 – 1902 errichtetes ehemaliges Eishaus der Lück-Brauerei; als einfaches Kulturdenkmal eingetragen

## Bilder

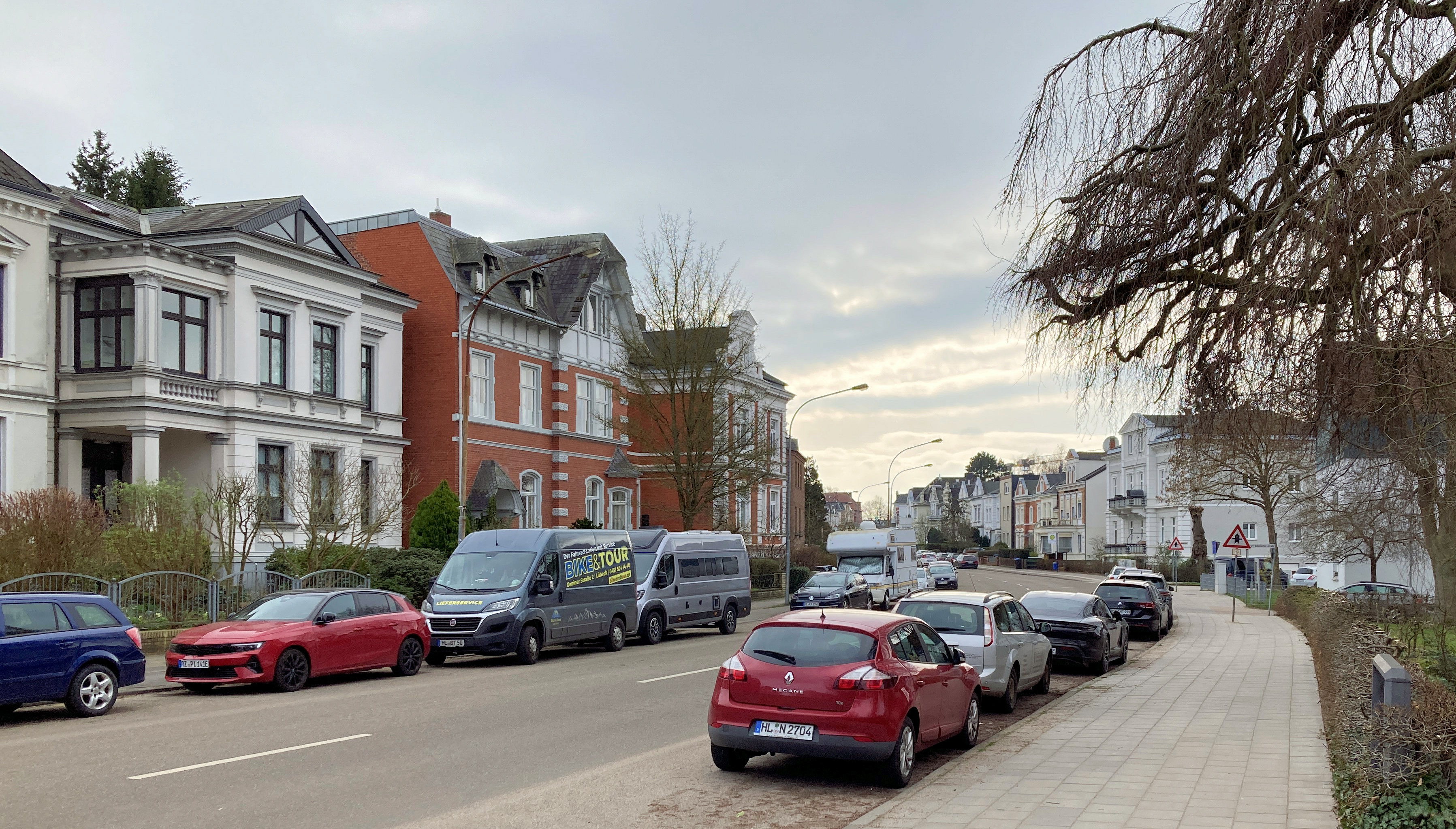
Im nordöstlichen Teil der Geniner Straße
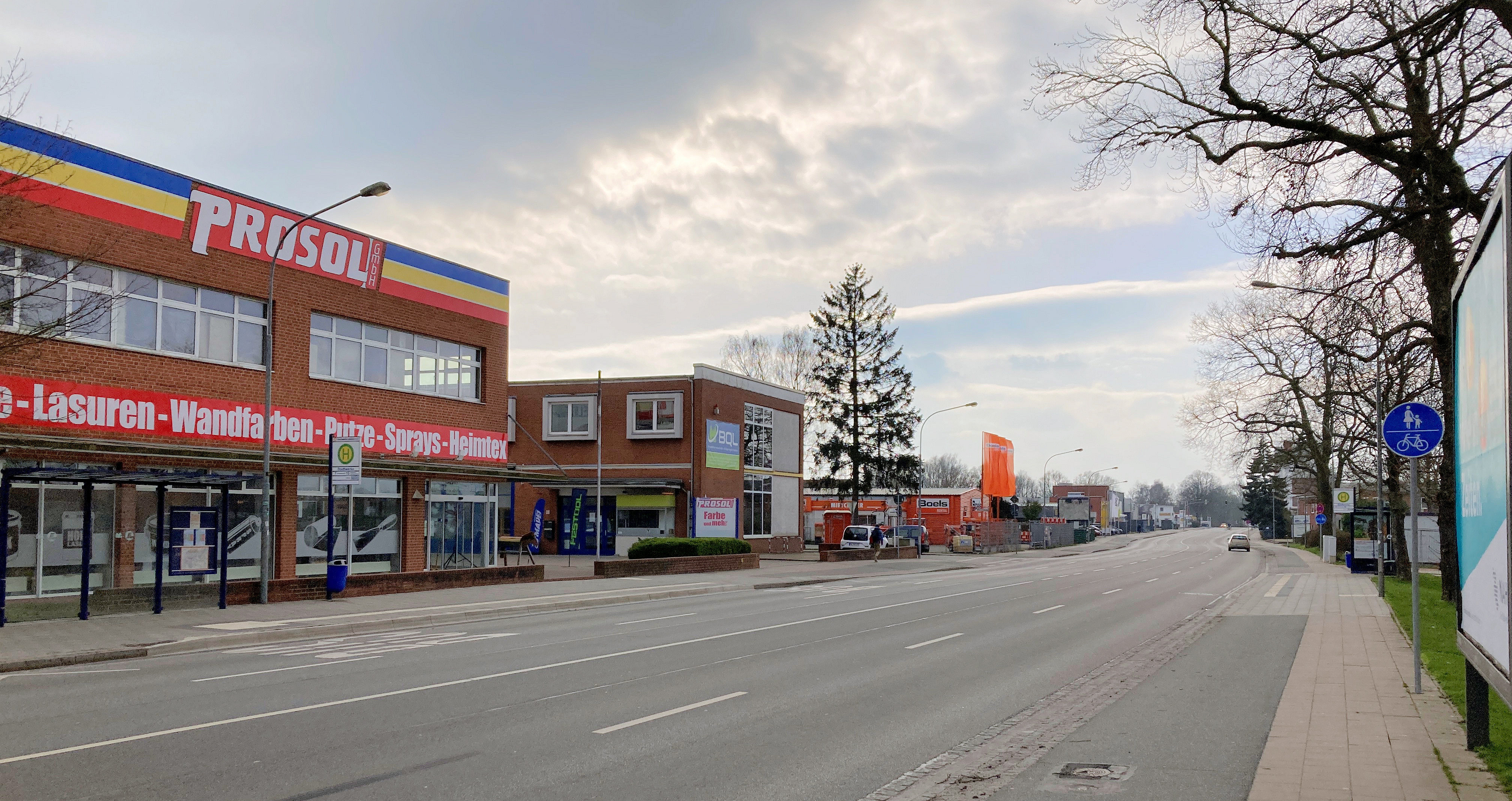
Im Mittelabschnitt der Geniner Straße
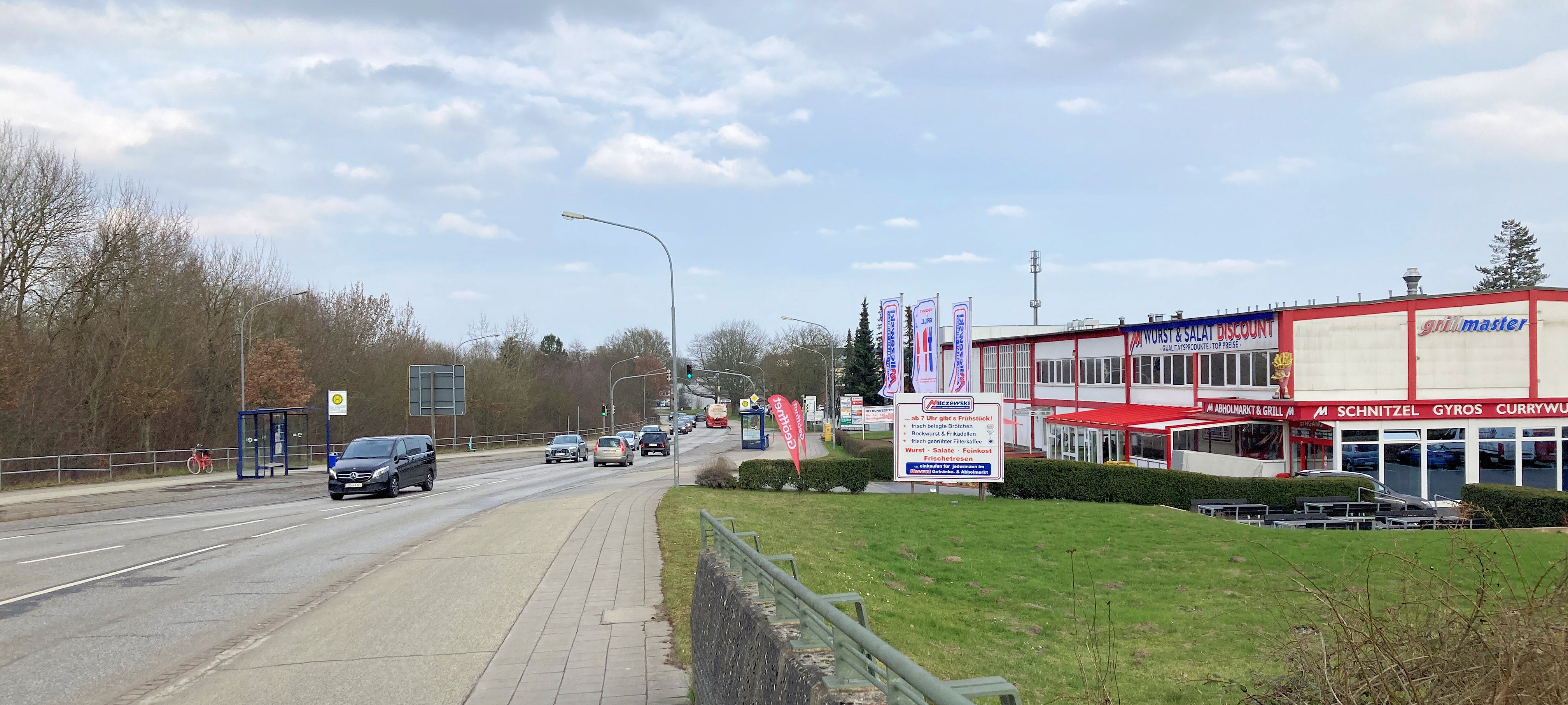
Am südwestlichen Ende der Geniner Straße
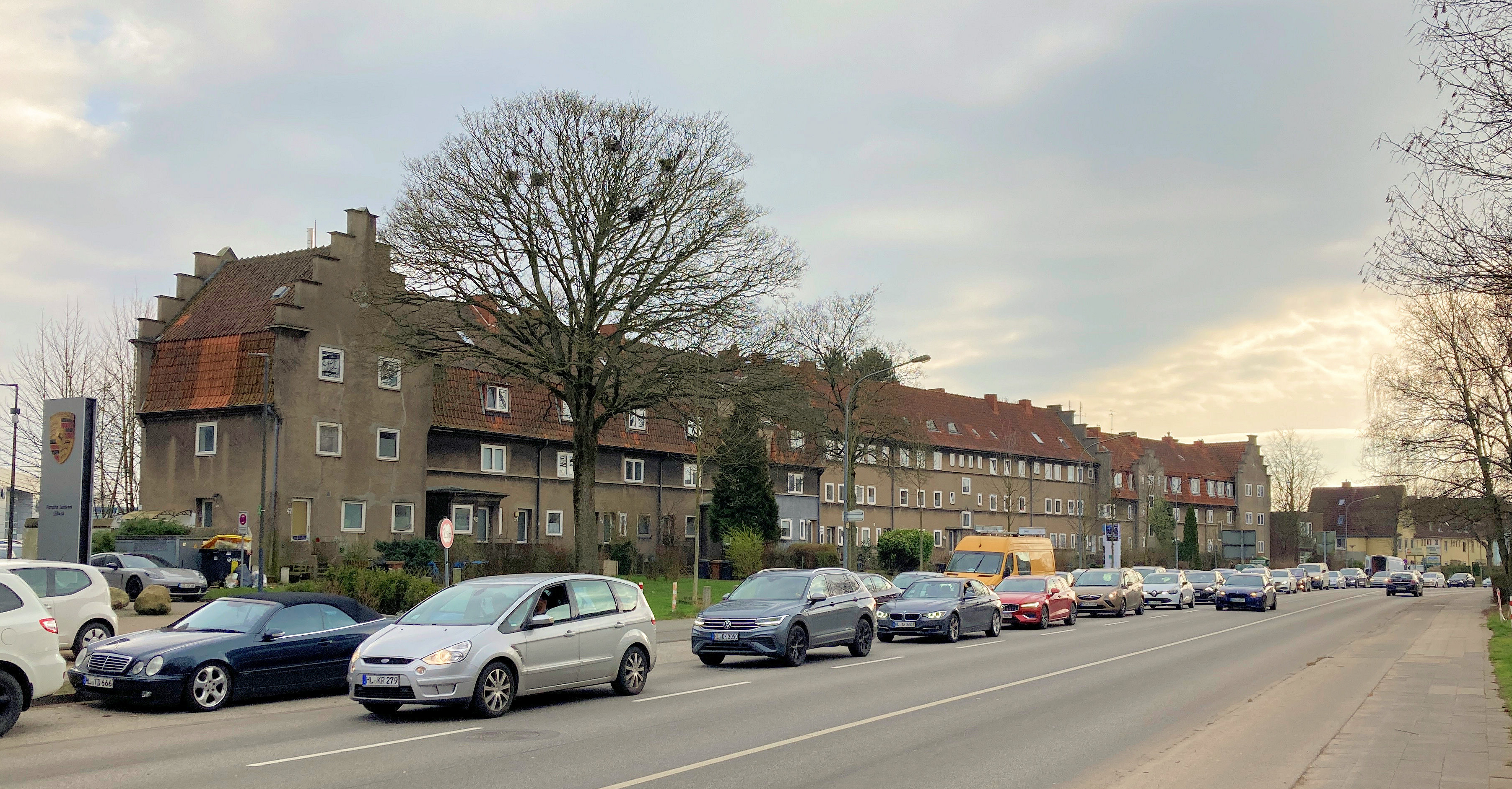
Das 1927 errichtete Gebäude Geniner Straße 43–87
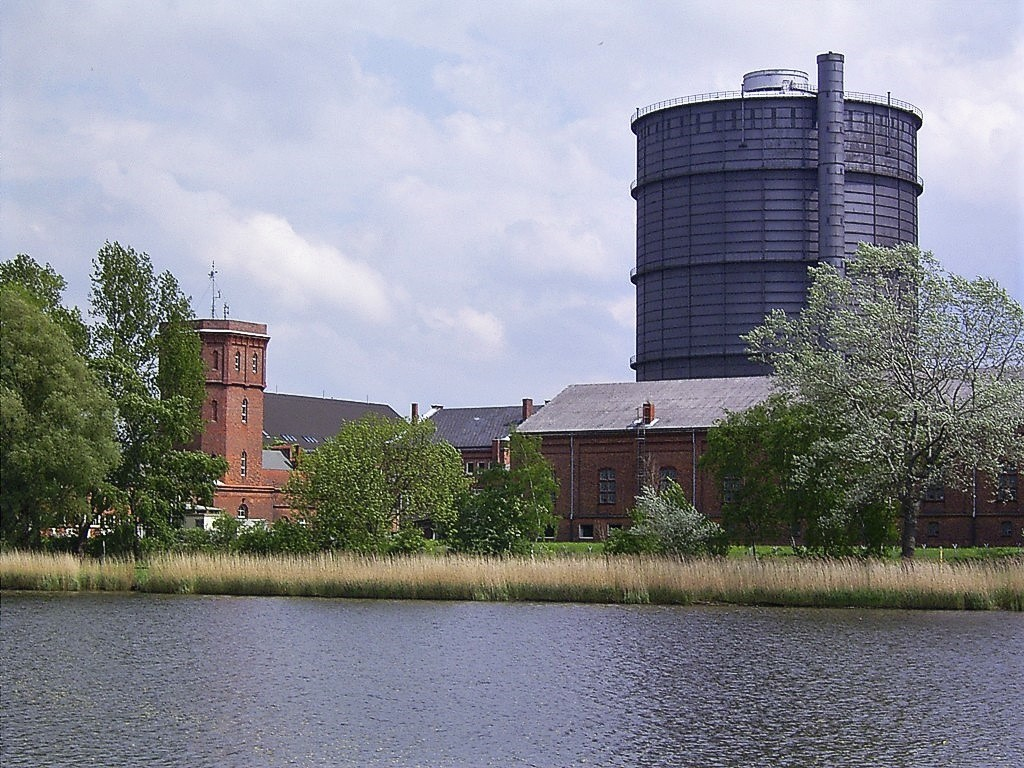
Der Gasometer und Bauten des Gaswerks (2003)
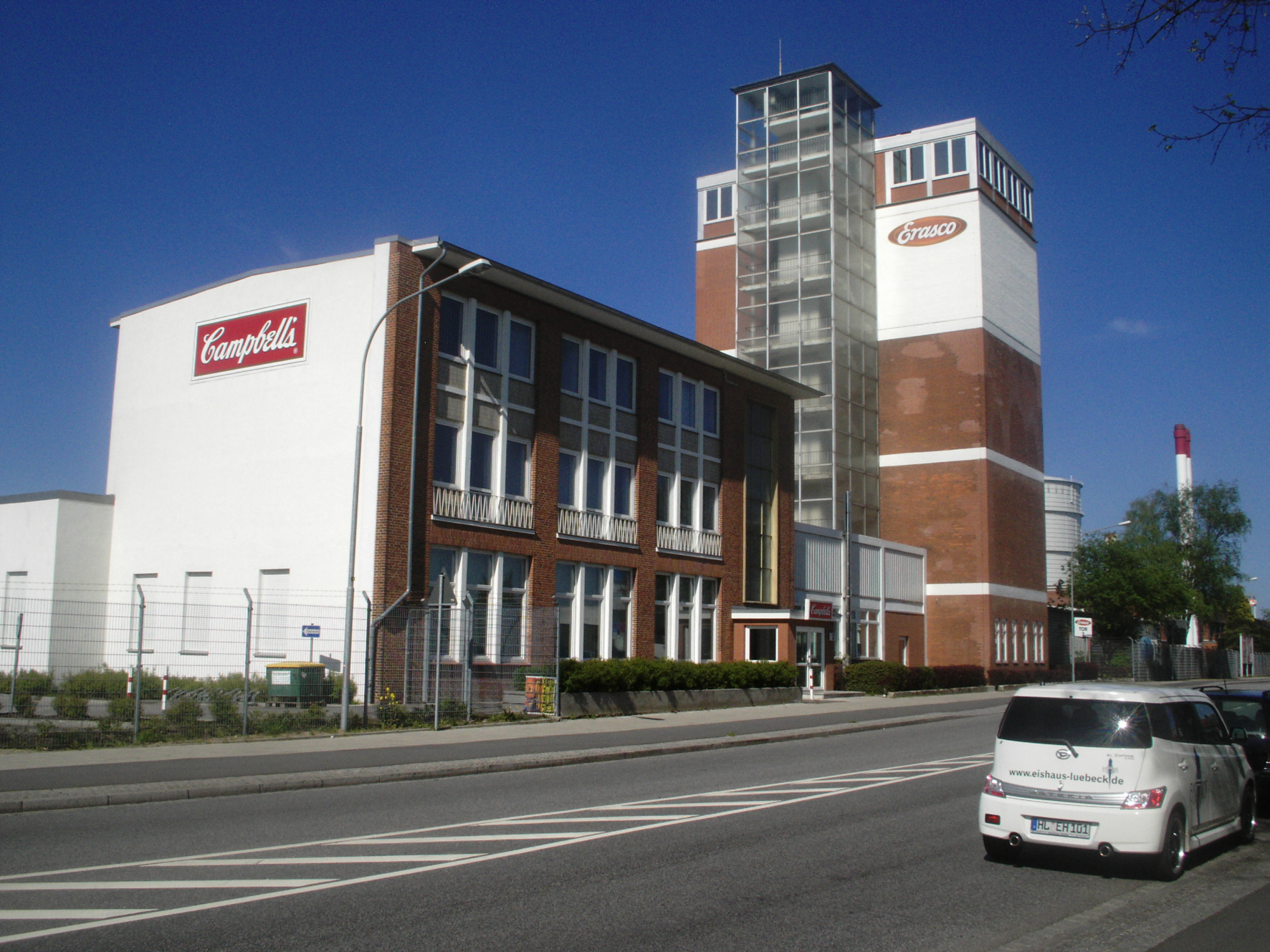
Ehemaliges Kesselhaus der Lück-Brauerei (2008)
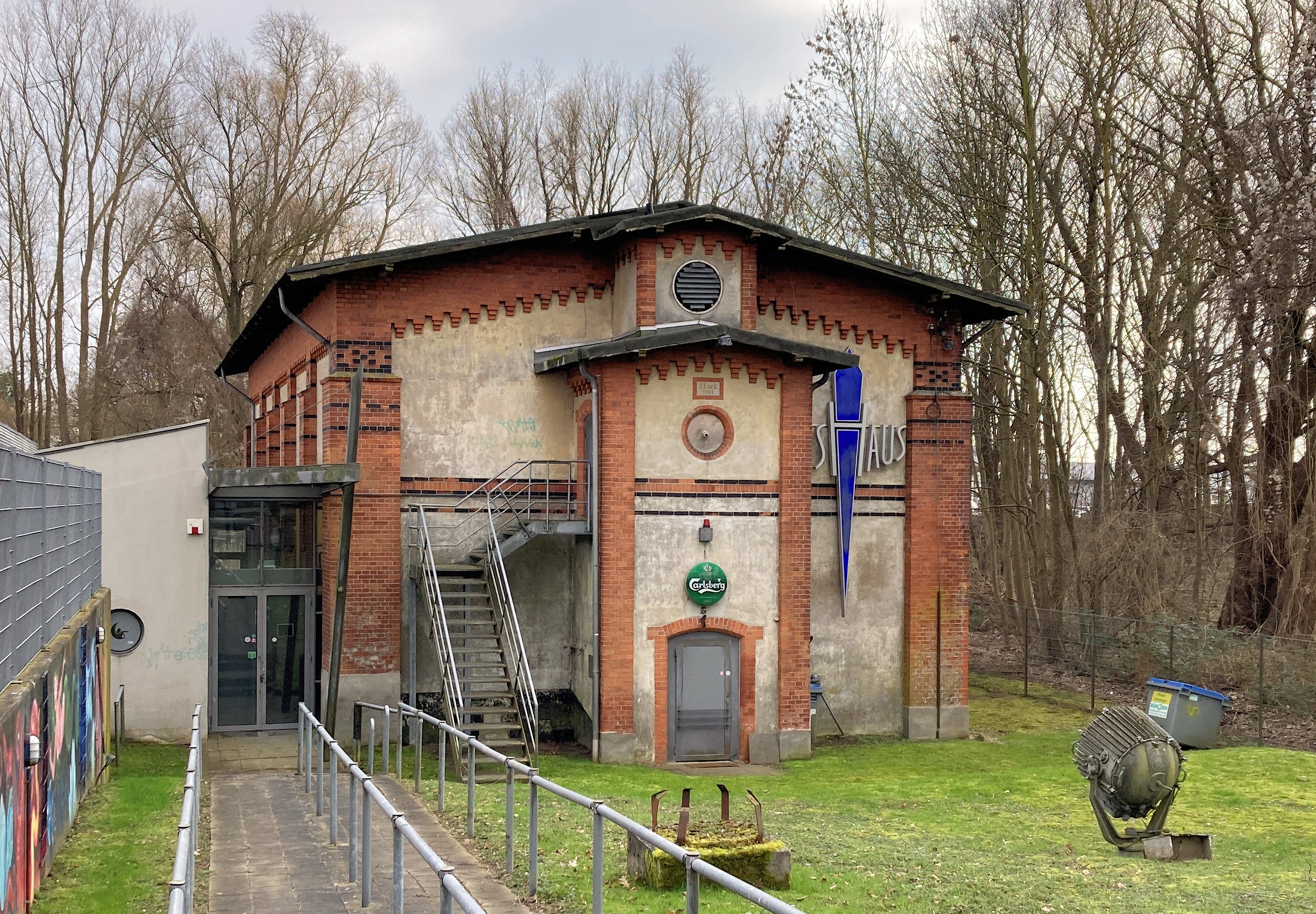
Das ehemalige Eishaus der Lück-Brauerei